# Ozarba inobtrusella
Ozarba inobtrusella là một loài bướm đêm trong họ Noctuidae.